# Grand Lake (New Brunswick)

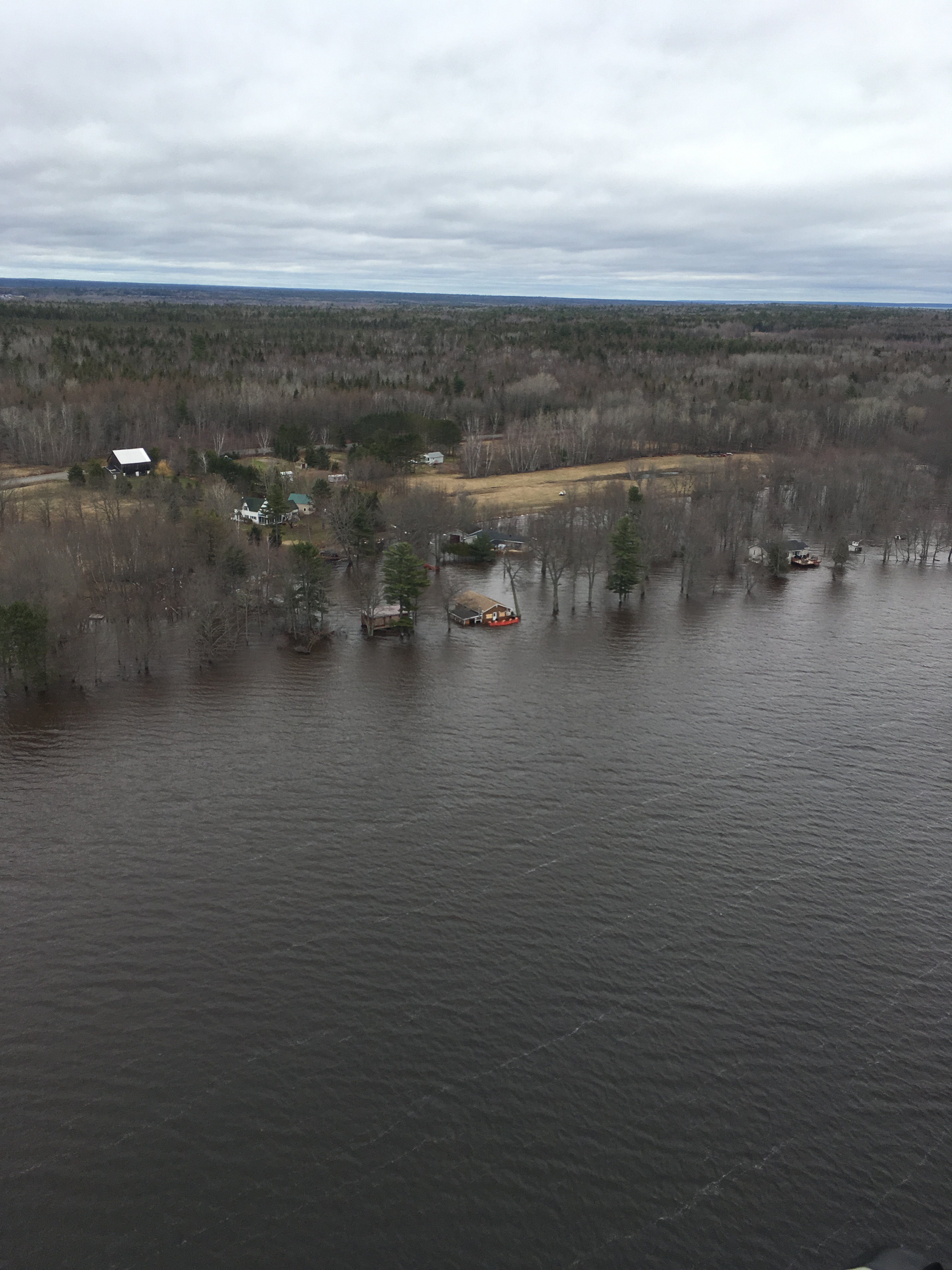
Grand Lake, Überflutung 2019

Der Grand Lake ist ein See in der kanadischen Provinz New Brunswick.

## Lage
Der zentral in New Brunswick gelegene Grand Lake ist der größte See der Provinz. Der See befindet sich 40 km östlich der Provinzhauptstadt Fredericton im Queens County. Der 173 km² große See liegt lediglich 4 m über Meereshöhe. Der Grand Lake ist in NO-SW-Richtung ausgerichtet und hat eine Länge von 37,7 km sowie eine maximale Breite von 5,3 km. Hauptzufluss ist der Salmon River, der südlich von Chipman unweit des nördlichen Seeendes in den Grand Lake mündet. Am südlichen Seeende wird der Grand Lake über den 6,4 km langen Jemseg River zum Saint John River entwässert.
Unweit des südlichen Seeufers verläuft der Trans-Canada Highway von Fredericton nach Moncton. Entlang dem Seeufer befinden sich mehrere kleine Siedlungen und Campingplätze.

## Ökologie
Der See fungiert als Wärmespeicher und wirkt in der Umgebung ausgleichend auf Hitze- und Kälteperioden. Deshalb besitzt die Region um den See das wärmste Klima der Provinz. Der See ist von mehreren Feuchtgebieten, den so genannten Grand Lake Meadows, umgeben.